# Гиппидионы
Гиппидионы (лат. Hippidion, от греч. ιππίδιον «лошадка», «пони») — вымерший род млекопитающих семейства лошадиных (Equidae), который обитал в Южной Америке до позднего плейстоцена — начала голоцена и исчез около 10 тысяч лет назад.
После возникновения Панамского перешейка в позднем плиоцене, в Южную Америку мигрировало большое количество видов из Северной Америки, в том числе различные представители семейства лошадиных. Гиппидионы появились в Южной Америке около 2,5 миллионов лет назад, некоторое время после объединения двух континентов. Род лошадей (Equus) достиг Южной Америки около 1,5—1 миллион лет назад. Изначально учёные предполагали, что эти два рода разделились около десяти миллионов лет назад, однако более новые молекулярно-генетические исследования показывают, что обе линии разделились лишь в позднем плиоцене, около трёх миллионов лет назад. Таким образом, гиппидионы оказались намного ближе к современным лошадям, чем считалось ранее.
В начале голоцена, последним видом семейства лошадиных в Южной Америке оставался Hippidion saldiasi, остатки которого, датированные возрастом около 8000 лет, были обнаружены близ Буэнос-Айреса. От лошадей, гиппидионов отличает более глубокое носовое углубление в черепе и редукция носовой кости. Конечности были весьма короткими, что трактуется как приспособленность к гористой или лесистой местности. Высота гиппидионов составляла 1,4 м, а своим видом они несколько напоминали современных ослов.

## Виды
- Hippidion principale
- Hippidion saldiasi
- Hippidion entrerianum